# Agave chazaroi
Agave chazaroi är en sparrisväxtart som beskrevs av A.Vázquez och O.M.Valencia. Agave chazaroi ingår i släktet Agave och familjen sparrisväxter. Inga underarter finns listade i Catalogue of Life.